# Munidopsis granosicorium
Munidopsis granosicorium is een tienpotigensoort uit de familie van de Munidopsidae. De wetenschappelijke naam van de soort is voor het eerst geldig gepubliceerd in 1989 door Williams & Baba.